# John Malkovich
John Gavin Malkovich (født 9. december 1953) er en amerikansk skuespiller og filmproducer. Han kendes særligt for sin rolle som F. W. Murnau i Shadow of the Vampire og som sig selv i Being John Malkovich.

## Udvalgt filmografi
- Places in the Heart (1984)
- Solens rige (1987)
- Lige på kornet (1993)
- Con Air (1997)
- Manden med jernmasken (1998)
- Jeanne d'Arc (1999)
- Being John Malkovich (1999)
- Adaptation (2002)
- Colour Me Kubrick (2005)
- Eragon (2006)
- Beowulf (2007)
- Burn After Reading (2008)
- RED (2010)
- RED 2 (2013)